# Хричовске Подхрадје
Хричовске Подхрадје (слч. Hričovské Podhradie) насељено је мјесто са административним статусом сеоске општине (слч. obec) у округу Жилина, у Жилинском крају, Словачка Република.

## Становништво
| Година:    | 1994. | 2004.   | 2014.   | 2024.   |
| ---------- | ----- | ------- | ------- | ------- |
| Број људи: | 349   | 379     | 364     | 343     |
| Разлика:   |       | +8,59 % | -3,95 % | -5,76 % |

| Година:    | 2023. | 2024. |
| ---------- | ----- | ----- |
| Број људи: | 343   | 343   |
| Разлика:   |       | +0 %  |

Према подацима о броју становника из 2024. године насеље је имало 343 становника.